# شهرستان رونگ (گوانگشی)
شهرستان رونگ (به انگلیسی: Rong County) یک شهرستان در چین است که در یولین واقع شده‌است.